# Commodore IEEE-488

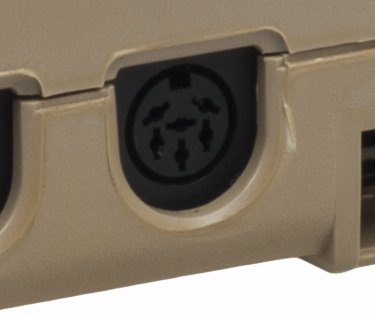
La porta seriale IEEE-488 su un Commodore 64

Il Commodore IEEE-488 (comunemente anche Commodore bus) è un bus utilizzato dalla Commodore International sugli home computer di propria produzione. 
Progettato e sviluppato a partire dal 1980, si basa sul bus IEEE 488 di Hewlett-Packard, ed era utilizzato per la connessione di varie periferiche, soprattutto unità a dischi floppy e stampanti.

## Storia
Il primo computer a utilizzarlo fu il Commodore PET del 1977, ma poiché si rivelò troppo dispendioso per i costi di produzione la Commodore, dopo aver ottenuto la licenza di utilizzo da parte di HP, ne sviluppò una versione ridotta a basso costo che utilizza un numero minore di segnali, mantenendone tuttavia il layout generale del protocollo informatico.
La prima macchina della società a implementare la nuova interfaccia fu il Commodore VIC-20, che per il collegamento al computer utilizza un connettore DIN maschio a 6 piedini.

## Protocollo
Il bus utilizza un segnale digitale single-ended di tipo transistor-transistor logic, con collettore aperto a 5 volt, e i dispositivi devono avere un'alimentazione elettrica esterna.
Poiché le linee del bus a collettore aperto, la trasmissione funziona come una porta OR tra tutti i driver di linea del dispositivo. Il valore logico del piedino di massa può essere true e false. Qualsiasi dispositivo può impostare una linea true. Una linea diventa false solo se tutti i dispositivi segnalano falso.